# Kajícnice Máří Magdalena (Tizian)
Kajícníce Marie Magdaléna (italsky Maddalena penitente) je název obrazu italského renesančního umělce Tiziana.
Biblický příběh Máří Magdalény je velmi známý a sama Marie Magdaléna patří do galerie nejpopulárnějších světic biblického panteonu. Její osobnost a účinkování jsou neodmyslitelně spojeny s Ježíšem Kristem. Byla jednou z nejvěrnějších postav provázejících Krista až na Golgotu. Zůstala u kříže po Ježíšově smrti, zúčastnila se pohřbu a když šla k hrobu po Ježíšově vzkříšení, byla první z novozákonních postav, která našla hrob prázdný.
Její životní osudy odedávna inspirovaly mnohé umělce, malíře nevyjímaje. Příběh mladé ženy, která v touze zbavit se hříchů odešla do pustiny a modlila se k Bohu, se stal námětem tří obrazů velikána benátské renesance Tiziana. Všechny představují velmi dojímavou scénu modlící se ženy uprostřed krajiny. Obraz Kajícníce Marie Magdaléna vznikl v době vrcholící Tizianovy tvorby a je odrazem jeho výtvarného mistrovství. Obraz mistr na skále vlevo signoval.
Na tomto obraze Tizian zachytil Marii jako mladou půvabnou Benátčanku. Rozpuštěné dlouhé, na ramena padající vlasy, slzami zalité oči plné pokory a očekávání, oteklé rty, ruka přitisknuta k hrudi - to vše svědčí o hlubokém prožitku a pocitech vyvěrajících z hloubky lidské duše, zmítající se v návalu zbožné lítosti.
Za Mariinou postavou je vidět tmavou skálu a potemnělou oblohu. V pravém dolním rohu před Marií Magdalenou leží na lebce otevřená kniha - symboly víry a pomíjivosti lidského života. V postavě mladé ženy se asketická stránka snoubí s umělcovou představou o ideální kráse člověka období renesance. Současně Tizian vizuálním prožitkem nutí diváka uvěřit o reálnosti Mariina životního příběhu.
Na rozdíl od florentských mistrů štětce, jejichž hlavním záměrem bylo zachycení tvarů, Tizian kromě zachycení dokonalých lidských proporcí klade velký zřetel na barvu a způsob jejího nanesení na plátno. Jemné barevné tóny, hra světla a stínů, které vytvářejí působivý umělecký a duchovní zážitek, svědčí o mistrovské zručnosti a mimořádné genialitě umělce. Dílo je krásným příkladem tvorby vyzrálého malíře s vlastním uměleckým projevem.
Obraz zůstal až do Tiziánovy smrti v roce 1576 v jeho majetku. V roce 1581 ho jeho mladší syn Pomponio, spolu s dalšími Tizianovými obrazy (Danae, Portrét mladé ženy, Útěk do Egypta a Svatý Šebestián), prodal otcovu příteli Cristoforu Barbarigovi. V roce 1850 se Barbarigova umělecká sbírka dostala do Petrohradu a stala se součástí malířské kolekce Ermitáže.
Kromě tohoto díla Tizian Máří Magdalénu představil ještě ve dvou verzích - Svatá Marie Magdaléna z roku 1532 (umístěné ve florentském paláci Pitti) a Svatá Marie Magdaléna z roku 1567 (dnes v Museo Nazionale di Capodimonte v Neapoli). Odborníky i laiky je za nejlepší považována právě petrohradská verze.